# Renata Beger
Renata Lidia Beger (* 18. Juli 1958 in Silno) ist eine polnische Politikerin, Unternehmerin und ehemalige Sejmabgeordnete.

## Ausbildung und Arbeit
Beger schloss über den zweiten Bildungsweg 2007 ein Studium in Politikwissenschaft und Journalistik sowie 2011 ein Studium in Verwaltungsrecht an der Adam-Mickiewicz-Universität Posen ab.
1976 bis 1988 arbeitete Beger als Leiterin mehrerer Genossenschaftseinrichtungen und führt seit 1988 einen landwirtschaftlichen Betrieb, dessen Fläche 2 ha beträgt, und seit 1990 führt sie ein Agrardienstleistungsunternehmen. 2000 bis 2003 bekleidete sie des Weiteren eine Führungsstelle im Gesellschaftsrat der Sozialversicherungsanstalt für Landwirte. Darüber hinaus wurde sie 2006 Feuilletonistin der Zeitschrift Tygodnik Nowy, die von Henryk Stokłosa herausgegeben wird. 2008 moderierte sie einige Monate lang eine Kochsendung im Lokalfernsehen „TV Pilska“.

## Gewerkschaftliche und politische Tätigkeit
Beger war Mitinitiatorin und langjährige Generalsekretärin der Partei Samoobrona des späteren stellvertretenden Ministerpräsidenten Andrzej Lepper. 1992 bis 2001 war sie stellvertretende Vorsitzende der parteinahen Gewerkschaft in der Woiwodschaft Großpolen. Erfolglos kandidierte sie erstmals bei der Parlamentswahl in Polen 1993 für ihre Partei für den Sejm. Bei der Parlamentswahl in Polen 2001 gewann sie im Wahlbezirk Piła schließlich ein Mandat für den Sejm und wurde Sekretärin der Fraktion der „Samoobrona“. Als Abgeordnete war sie des Weiteren Mitglied im Untersuchungsausschuss zur Untersuchung der Rywin-Affäre, aus dem sie am 3. Dezember 2003 abberufen wurde. Bei der Parlamentswahl in Polen 2005 gelang ihr der Wiedereinzug in den Sejm.
Am 26. September 2006 wurde in der Fernsehsendung „Teraz my“ des privaten polnischen Senders TVN ein mit Hilfe einer versteckten Kamera aufgenommener Film gezeigt (siehe Tonbandaffäre). In der kurzen Aufnahme schlug Beger dem Sejmabgeordneten und stellvertretenden Parteivorsitzenden der PiS, Adam Lipiński, ihre Bedingungen im Austausch für ihren eventuellen Parteiübertritt vor. Darunter waren Forderungen nach einem erfolgversprechenden Listenplatz, einer Arbeitsstelle im Landwirtschaftsministerium sowie nicht genauer beschriebene Hilfeleistungen bei laufenden Gerichtsverfahren.
Bei der vorgezogenen Parlamentswahl in Polen 2007 verlor sie ihr Mandat schließlich und wurde von sämtlichen Posten innerhalb ihrer Partei abberufen. 2008 trat sie aus der Partei aus und verzichtete auf weitere politische Tätigkeiten. 2013 wurde Beger zur Vorsitzenden der landwirtschaftlichen Kleingewerkschaft Regiony gewählt. Sie übte diese Funktion jedoch nur ein Jahr aus und wurde 2015 stellvertretende Vorstandsvorsitzende einer gesamtpolnischen Vereinigung von landwirtschaftlichen Kleingewerkschaften.

## Strafverfahren
Im November 2003 verzichtete Beger auf ihre parlamentarische Immunität. Im Januar 2004 wurde ihr vorgeworfen, dass sie sich vor der Parlamentswahl 2001 mit falschen Unterstützerunterschriften für ihre Kandidatur angemeldet habe. Im Juni 2006 wurde sie zu zwei Jahren Haftstrafe auf Bewährung verurteilt. Dieses Urteil wurde im Juni 2007 von einem Berufungsgericht aufgehoben und ein Wiederaufnahmeverfahren eingeleitet. Im Juni 2008 verurteilte das Amtsgericht in Piła nach dem Wiederaufnahmeverfahren Beger zu einer Geldstrafe von 30.000 Złoty und zu zwei Jahren Haftstrafe auf Bewährung. Beger bestritt ihre Schuld mehrfach. Im Juni 2009 bestätigte ein Bezirksgericht nach dem Wiederaufnahmeverfahren der von Beger eingelegten Berufung das Urteil in erster Instanz.
Im Oktober 2008 verurteilte das Amtsgericht in Szamotuły sie zu einer Geldstrafe aufgrund der Verletzung der Wahlordnung. Die Verletzung bestand darin, dass sie einer Person Geld dafür bezahlt hatte, die die Unterstützerunterschriften für ihre Partei einsammeln sollte. Dieses Urteil wurde im Februar 2009 von dem Bezirksgericht in Posen bestätigt.

## Mediale Präsenz
Am 16. Mai 2003 erschien in der Boulevardzeitung Super Express ein Interview zum Privatleben Begers, das die öffentliche Aufmerksamkeit auf sie lenkte, weil sie sich in ihren Antworten mehrfach im Ton vergriff und obszöne Ausdrücke verwendete. In der Folge wurde sie zur Protagonistin verschiedener parodistischer Lieder von Musikgruppen wie „Big Cyc“. 2006 trat sie zudem kurzzeitig als Kandidatin in der Fernsehsendung Let’s Dance im privaten polnischen Sender „Polsat“ auf.

## Privatleben
Beger ist verheiratet und hat zwei Kinder. Sie wohnt in Nowy Dwór in der Nähe von Złotów.